# Pusakaratu
Pusakaratu is een bestuurslaag in het regentschap Subang van de provincie West-Java, Indonesië. Pusakaratu telt 8239 inwoners (volkstelling 2010).